# مارفن ثييل
مارفن ثييل (بالألمانية: Marvin Thiele)‏ هو لاعب كرة قدم ألماني في مركز الهجوم، ولد في 1 سبتمبر 1998 في غلاوخاو في ألمانيا. لعب مع كيمنتزر.

## وصلات خارجية
- مارفن ثييل على موقع قاعدة بيانات كرة القدم.إي يو (الإنجليزية)
- مارفن ثييل على موقع عالم كرة القدم.نت (الإنجليزية)